# Paul Calandra
Pour les articles homonymes, voir Calandra.
Paul A. Calandra, né le 13 mai 1970, est une personnalité politique canadienne, membre du Parti progressiste-conservateur de l'Ontario.
Depuis 2023, il est ministre des Affaires municipales et du Logement au sein du gouvernement de Doug Ford. De 2019 à 2024, il est leader du gouvernement à la Chambre, et de 2022 à 2023, ministre des Soins de longue durée.
De 2008 à 2015, il est député fédéral canadien provenant de l'Ontario.

## Biographie
Il a étudié à l'université Carleton.